# ECW Hardcore TV
O ECW Hardcore TV foi um programa de televisão semanal de wrestling profissional e hardcore wrestling, da promoção Extreme Championship Wrestling (ECW), localizada na Filadélfia. Apesar da ECW ganhar audiência com a apresentação de programas no The Nashville Network, o ECW Hardcore TV foi considerado como o principal programa da ECW. As transmissões iniciaram em 5 de abril de 1993. Seus direitos estão em posse da WWE, que comprou a ECW em 14 de janeiro de 2001, mas o programa já havia sido encerrado em 31 de dezembro de 2000. Foram apresentador 395 episódios.

## Transmitido por
- America One[4][5][6]
- Bravo (UK TV channel)[7]
- Empire Sports Network